# سفرية
سفرية قرية سوريّة تتبع إداريّاً لمحافظة حلب منطقة عين العرب ناحية الجلبية، بلغ تعداد سكانها 1,826 نسمة حسب التعداد السكاني لعام 2004.